# East Dublin
East Dublin és una població dels Estats Units a l'estat de Geòrgia. Segons el cens del 2000 tenia 2.484 habitants.

## Demografia
Segons el cens del 2000, East Dublin tenia 2.484 habitants, 949 habitatges, i 680 famílies. La densitat de població era de 328,5 habitants/km².
Dels 949 habitatges en un 33,7% hi vivien nens de menys de 18 anys, en un 42,3% hi vivien parelles casades, en un 24,7% dones solteres, i en un 28,3% no eren unitats familiars. En el 24,2% dels habitatges hi vivien persones soles l'11,5% de les quals corresponia a persones de 65 anys o més que vivien soles. El nombre mitjà de persones vivint en cada habitatge era de 2,62 i el nombre mitjà de persones que vivien en cada família era de 3,1.
Per edats la població es repartia de la següent manera: un 29,8% tenia menys de 18 anys, un 9,5% entre 18 i 24, un 26,4% entre 25 i 44, un 23% de 45 a 60 i un 11,3% 65 anys o més.
L'edat mediana era de 34 anys. Per cada 100 dones de 18 o més anys hi havia 79,1 homes.
La renda mediana per habitatge era de 24.412 $ i la renda mediana per família de 28.548 $. Els homes tenien una renda mediana de 25.500 $ mentre que les dones 16.756 $. La renda per capita de la població era de 10.918 $. Entorn del 19,4% de les famílies i el 22,2% de la població estaven per davall del llindar de pobresa.

## Poblacions més properes
El següent diagrama mostra les poblacions més properes.